# Gesetzliche Unfallversicherung in Deutschland
Die gesetzliche Unfallversicherung ist ein Versicherungszweig der gegliederten Sozialversicherung in Deutschland. Ihre Aufgabe besteht darin, Arbeitsunfälle, Berufskrankheiten und arbeitsbedingte Gesundheitsgefahren zu verhüten und nach dem Eintritt von Versicherungsfällen die Gesundheit und die berufliche Leistungsfähigkeit der Versicherten „mit allen geeigneten Mitteln“ wiederherzustellen. Rechtliche Grundlage ist das Siebte Buch Sozialgesetzbuch (SGB VII). Eingeführt wurde die Unfallversicherung im Rahmen der Bismarckschen Sozialgesetzgebung durch das Unfallversicherungsgesetz aus dem Jahr 1884. Im Laufe der Zeit erweiterte der Gesetzgeber den Versicherungsschutz aus sozialstaatlichen Erwägungen um weitere Gruppen. So zum Beispiel im Jahr 1971, als der Schutz der gesetzlichen Unfallversicherung auf Kinder in Tagesbetreuung, Schulkinder und Studierende ausgedehnt wurde.

## Organisation und Finanzierung

### Träger
Die Träger der gesetzlichen Unfallversicherung in Deutschland sind in § 114 Abs. 1 SGB VII definiert.
Die unter staatlicher Aufsicht stehenden Berufsgenossenschaften und die öffentlichen Unfallversicherungsträger sind als Körperschaften des öffentlichen Rechts selbstverwaltet (§ 29 SGB IV). Die Selbstverwaltung ist – mit Ausnahme der Sozialversicherung für Landwirtschaft, Forsten und Gartenbau (SVLFG) – paritätisch organisiert: Eine Hälfte der Gremien wird von Arbeitgeberseite, die andere Hälfte von der Versichertenseite besetzt. Diese Gremien beschließen den Haushalt, die Beiträge und die Satzungen. Die Parität gilt auch für Renten- und Widerspruchsausschüsse. Zum 1. Juni 2007 haben sich der Hauptverband der gewerblichen Berufsgenossenschaften e. V. (HVBG) und der Bundesverband der Unfallkassen e. V. (BUK) zum gemeinsamen Spitzenverband Deutsche Gesetzliche Unfallversicherung e. V. (DGUV) zusammengeschlossen.
Dies sind im Einzelnen:
- Neun gewerbliche Berufsgenossenschaften (gegliedert nach Gewerbezweigen)
  - die BG Holz und Metall (BGHM),
  - die BG Energie Textil Elektro Medienerzeugnisse (BG ETEM),
  - die BG Rohstoffe und chemische Industrie (BG RCI),
  - die BG Nahrungsmittel und Gastgewerbe (BGN),
  - die BG Handel und Warendistribution (BGHW),
  - die Verwaltungs-BG (VBG),
  - die Berufsgenossenschaft Verkehrswirtschaft Post-Logistik Telekommunikation (BG Verkehr),
  - die BG für Gesundheitsdienst und Wohlfahrtspflege (BGW),
  - die BG der Bauwirtschaft (BG BAU).
- Die Landwirtschaftliche Berufsgenossenschaft Sozialversicherung für Landwirtschaft, Forsten und Gartenbau (SVLFG).
- Unfallkassen und Feuerwehr-Unfallkassen. 24 Unfallversicherungsträger der öffentlichen Hand für Behörden und Betriebe des Bundes, der Länder und Gemeinden sowie für Hochschulen, Schulen und Kindergärten, Hilfeleistungsunternehmen wie Feuerwehren, Lebensretter und ehrenamtlich Tätige, im Einzelnen sind dies
  - die Unfallversicherung Bund und Bahn (UVB),
  - die Unfallkassen der Länder,
  - die Gemeindeunfallversicherungsverbände und Unfallkassen der Gemeinden,
  - die Feuerwehr-Unfallkassen
  - die gemeinsamen Unfallkassen für den Landes- und den kommunalen Bereich.

Das Gesetz zur Modernisierung der gesetzlichen Unfallversicherung – UVMG reformierte 2008 die Unfallversicherung grundlegend.

### Finanzierung
Die gesetzliche Unfallversicherung wird durch Beiträge (Umlagen) der Mitgliedsunternehmen in einem nachträglichen Umlageverfahren finanziert. Beschäftigte und andere versicherte Personen(gruppen) sind grundsätzlich nicht beitragspflichtig. Anderes gilt für versicherte Unternehmer und andere freiwillig versicherte Personen. Die Ausgaben eines Jahres werden dabei jeweils im folgenden Jahr auf die Beitragspflichtigen umgelegt.
Die Höhe des Beitrags richtet sich im Bereich der gewerblichen Unfallversicherung nach der Arbeitsentgeltsumme sowie nach der Gefahrklasse, zu der das Unternehmen veranlagt worden ist. Die Gefahrklasse wird in jeder gewerblichen Berufsgenossenschaft von der Vertreterversammlung in deren Gefahrtarif festgesetzt (§ 157 SGB VII). Die Beitragserhebung durch die Unfallversicherungsträger der öffentlichen Hand weicht hiervon teilweise ab.
Die landwirtschaftliche Unfallversicherung wird aus Beiträgen finanziert, die sich nach verschiedenen landwirtschaftlichen Kennzahlen wie der Größe der bewirtschafteten Fläche, der Anzahl der gehaltenen Tiere u. a. richten.

## Aufgaben
Zu den Tätigkeiten der Unfallversicherungsträger gehört neben der Gewährung von Leistungen nach dem Eintritt des Versicherungsfalles auch die Beratung und, gemeinsam mit der staatlichen Gewerbeaufsicht, die Kontrolle der versicherten Betriebe und Einrichtungen auf den Gebieten der Arbeitssicherheit, der Unfallverhütung und des Gesundheitsschutzes.
Eine weitere Kernaufgabe stellt die sogenannte Ablösung der Unternehmerhaftung dar: Das Unternehmen ist – im Unterschied zu den restlichen Zweigen der Sozialversicherung – gegenüber dem Unfallversicherungsträger alleine beitragspflichtig. Zum Ausgleich hierfür ist der Betrieb nur beschränkt für Versicherungsfälle seiner Angestellten haftbar. Ohne den Unfallversicherungsträger wäre der Arbeitgeber in vielen Fällen zum Schadensersatz verpflichtet, wenn sich aus den betrieblichen Risiken Arbeitsunfälle oder Berufskrankheiten ergeben. Die Durchsetzung solcher Ansprüche würde den Betriebsfrieden gefährden, wenn Angestellte gegen ihren Arbeitgeber oder Arbeitskollegen zivilrechtliche Ansprüche durchsetzen müssten. Daher sind Unternehmen und Betriebsangehörige nur dann zum Ersatz des Personenschadens verpflichtet, wenn sie den Versicherungsfall vorsätzlich oder grob fahrlässig herbeigeführt haben. Als Ausgleich dafür zahlt alleine das Unternehmen die Beiträge an den Träger der Unfallversicherung.
Auch die Bemessung der Beiträge nach der Unfallgefahr der Gewerbezweige dient der Prävention. Hierzu setzen die gewerblichen Berufsgenossenschaften einen Gefahrtarif fest. Die Unfallkassen und die kommunalen Unfallversicherungsträger sowie die Sozialversicherung für Landwirtschaft, Forsten und Gartenbau (SVLFG) bilden ebenfalls Risikogruppen.
Die Unfallversicherungsträger führen ein Zentrales Unternehmerverzeichnis der gesetzlichen Unfallversicherung, das auch als Quellverzeichnis für das Basisregister beim Statistischen Bundesamt dient und vergeben für ihre Mitgliedsunternehmen eine einheitliche Unternehmensnummer.

### Regelsetzung
Als Leistungsträger nach SGB VII ist die gesetzliche Unfallversicherung, vertreten durch die Berufsgenossenschaften, ermächtigt Vorschriften und Regeln zu erlassen, die die Unternehmer zu geeigneten Maßnahmen zum Schutz der Beschäftigten vor Gefahren und Gesundheitsschäden verpflichtet. Die Unfallverhütungsvorschriften sind für Mitgliedsunternehmen verbindlich.

### Prävention
Gesetzliche Aufgabe des Unfallversicherungsträgers ist es, alle geeigneten Maßnahmen zu ergreifen, um Arbeits- und Wegeunfälle, Berufskrankheiten und arbeitsbedingte Gesundheitsrisiken zu verhindern. Umfangreiche präventive Angebote wie Aus- und Weiterbildung, Beratung, Forschung und die Information der pflichtversicherten Mitglieder unterstützen die Implementierung von Arbeitssicherheit und Gesundheitsschutz in den Betrieben. Zudem gehört vor allem die Unterstützung von kleinen und mittleren Unternehmen durch sicherheitstechnische Betreuung dazu. Fachkräfte für Arbeitssicherheit beraten die Unternehmer und unterstützen u. a. bei Gefährdungsbeurteilungen, der Auswahl von Schutzmaßnahmen und Schutzausrüstungen und bei der Unterweisung von Arbeitnehmern.

## Versicherte

### Pflichtversicherte Mitglieder
Nach § 2 SGB VII sind die folgenden Personengruppen in der gesetzlichen Unfallversicherung pflichtversichert:
- Beschäftigte, Personen, die wie Beschäftigte tätig sind, behinderte Menschen in Behindertenwerkstätten; ebenfalls versichert sind Personen, die sich gesetzlich vorgeschriebenen Untersuchungen im Zusammenhang mit einer versicherten Tätigkeit unterziehen
- Auszubildende, Lernende während beruflicher Aus- und Fortbildung
- Landwirte, deren mitarbeitenden Ehegatten oder Lebenspartner und mitarbeitende Familienangehörige sowie ehrenamtlich in der oder für die Landwirtschaft tätige Personen
- Hausgewerbetreibende und Zwischenmeister sowie deren mitarbeitende Ehegatten oder Lebenspartner
- Kinder beim Besuch von Kindertageseinrichtungen, während der Betreuung durch Tagespflegepersonen und bestimmten vorschulischen Sprachförderkursen
- Schüler allgemein- und berufsbildender Schulen einschließlich aller schulischen Veranstaltungen wie z. B. Klassenfahrten sowie Studierende an Hochschulen
- Bestimmte selbständig oder ehrenamtlich tätige Personen im Gesundheitswesen und der Wohlfahrtspflege wie Hebammen, Physiotherapeuten oder rechtliche Betreuer
- Ehrenamtlich für staatliche oder kirchliche Organisationen sowie Katastrophenschutz oder Zivilschutz tätige Personen
- Personen, die von einer öffentlichen Stelle oder Einrichtung zur Unterstützung herangezogen werden
- Zeugen, die von einer dazu berechtigten Stelle vernommen werden
- Personen, die in Unglücks- oder Notfällen Hilfe leisten oder andere aus Gefahren retten, und Personen, die Nothilfe für andere leisten oder eine Person verfolgen bzw. festnehmen, die einer Straftat verdächtig ist
- Spender von Blut, Organen oder Gewebe einschließlich der vorbereitenden Untersuchungen und der Nachsorge
- Personen, die im Rahmen einer Meldepflicht nach dem SGB II oder SGB III aufgefordert werden, eine bestimmte Stelle aufzusuchen, z. B. als Bezieher von Arbeitslosengeld oder bei bevorstehender Arbeitslosigkeit, sowie Teilnehmende an Maßnahmen, wenn diese oder die Teilnehmenden von der Arbeitsverwaltung gefördert werden
- Personen, die von der Renten- oder Krankenversicherung bestimmte stationäre, teilstationäre oder ambulante medizinische Rehabilitationsmaßnahmen erhalten, Personen, die auf Kosten eines Trägers der gesetzlichen Renten- oder Unfallversicherung an Präventionsmaßnahmen teilnehmen, oder Personen, die an Maßnahmen zur Vorbeugung von Berufskrankheiten teilnehmen
- Nicht erwerbsmäßig tätige Pflegepersonen

### Versicherungsfreiheit
Von der Versicherung sind nach § 4 SGB VII befreit:
- Beamte sowie entsprechend behandelte Personen
- Personen, die bereits durch das Bundesversorgungsgesetz finanziellen Ausgleich beanspruchen können, insbesondere Wehrpflichtige und Zivildienstleistende
- Mitglieder geistlicher Genossenschaften, Diakonissen und Angehörige ähnlicher Gemeinschaften
- Jagdgäste und Fischereigäste
- Nicht gewerbsmäßige Binnenfischer, Imker und bestimmte Nutz- bzw. Zuchttierhalter
- Selbständig tätige Ärzte einschließlich der Zahnmedizin und des Veterinärwesens, Psychotherapeuten einschließlich der Kinder- und Jugendlichenpsychotherapie, Heilpraktiker sowie Apotheker

### Freiwillige Versicherung
Nach § 6 SGB VII können sich freiwillig versichern:
- Selbständige und ihre im Unternehmen mitarbeitenden Ehegatten oder Lebenspartner; dies gilt nicht für Haushalte.
- Ehrenamtliche Mitglieder gemeinnütziger Organisationen, von Arbeitgeberverbänden, Gewerkschaften und Parteien.

## Versicherungsfälle

### Arbeitsunfall
Ein Arbeitsunfall ist ein Unfall, der infolge der versicherten Tätigkeit oder der Zurücklegung des Weges zum oder vom Arbeitsort eintritt. Nur Unfälle, die in einem unmittelbaren Zusammenhang mit der versicherten Tätigkeit stehen, sind von der gesetzlichen Unfallversicherung abgedeckt.
Gründe für den Verlust von Ansprüchen bei Wegeunfällen sind die Abweichung vom direkten Weg zwischen Wohnung und Arbeitsplatz oder bei einer längeren Unterbrechung des Weges. 
Beim Vorliegen eines Arbeitsunfalls ist die Unfallversicherung unabhängig vom Verschulden der verletzten oder erkrankten Person leistungspflichtig. Entsprechendes gilt, wenn der Unternehmer den Eintritt des Versicherungsfalls zu verantworten hat. Eine Haftung des Unternehmens oder von anderen Mitversicherten gegenüber der betroffenen Person besteht in diesen Fällen grundsätzlich nicht, da die Ansprüche auf den Leistungsträger (hier die Unfallversicherung) übergehen. Liegt Vorsatz oder grobe Fahrlässigkeit durch den Arbeitgeber oder den Versicherten vor, entsteht ggf. auch eine Haftung gegenüber dem Unfallversicherungsträger. Ein Arbeitsunfall sollte durch einen speziellen Durchgangsarzt der Unfallversicherung festgestellt werden.

### Berufskrankheit
Eine Erkrankung, die im Zusammenhang mit der Arbeit auftritt, ist nicht automatisch eine Berufskrankheit. Welche Erkrankungen grundsätzlich als Berufskrankheit in Frage kommen, legt die Bundesregierung als Verordnungsgeber mit Zustimmung des Bundesrats in der Berufskrankheiten-Verordnung fest – und nicht die Unfallversicherungsträger. Diese abschließende Liste bestimmter Erkrankungen ist nach Schädigungen (z. B. chemische Stoffe) bzw. Erkrankungen sortiert. An einige ist dabei ein Mindestmaß an schädigender Einwirkung geknüpft, so beispielsweise beim erforderlichen Umfang von Tätigkeiten im Knien für die Anerkennung einer Gonarthrose als Berufskrankheit. Die Bundesregierung wird bei der Aktualisierung der Berufskrankheitenliste vom Ärztlichen Sachverständigenbeirat Berufskrankheiten unterstützt und beraten. Der Ärztliche Sachverständigenbeirat Berufskrankheiten erarbeitet entsprechende wissenschaftliche Empfehlungen oder Stellungnahmen. In der Zeit zwischen der Veröffentlichung einer neuen wissenschaftlichen Empfehlung oder Stellungnahme und der Aktualisierung der Berufskrankheitenliste können die jeweiligen Erkrankungen dann „wie eine Berufskrankheit“ entschädigt werden.

## Leistungen
Leistungen der gesetzlichen Unfallversicherung an Versicherte sind Heilbehandlung einschließlich Leistungen zur medizinischen Rehabilitation, Leistungen zur Teilhabe am Arbeitsleben, zur Sozialen Teilhabe und ergänzende Leistungen wie die Kraftfahrzeughilfe oder die Wohnungshilfe, Leistungen bei Pflegebedürftigkeit sowie Geldleistungen (§ 26 Abs. 1 SGB VII). Hinterbliebene haben Anspruch auf Sterbegeld, auf Erstattung der Kosten der Überführung an den Ort der Bestattung, Hinterbliebenenrenten und Beihilfe jedoch nur, wenn der Tod infolge eines Versicherungsfalls (Arbeitsunfall oder Berufskrankheit) eingetreten ist (§ 63 Abs. 1 SGB VII). Die medizinische Behandlung wird als Sachleistung gewährt; der behandelnde Arzt rechnet direkt mit dem zuständigen Unfallversicherungsträger ab.

### Sachleistungen
Die gesetzliche Unfallversicherung ist zur Heilbehandlung und Rehabilitation verpflichtet (§ 26 Abs. 1 SGB VII). Daraus ergibt sich für Versicherte ein umfangreicher Anspruch auf Sach- bzw. Dienstleistungen, insbesondere Erstversorgung, ärztliche Behandlung, zahnärztliche Behandlung einschließlich der Versorgung mit Zahnersatz, Versorgung mit Arznei-, Verband-, Heil- und Hilfsmitteln, häusliche Krankenpflege sowie die Behandlung in Krankenhäusern und Rehabilitationseinrichtungen (§ 27 Abs. 1 SGB VII). Der Anspruch geht über das hinaus, was die gesetzliche Krankenversicherung abdeckt. Sie umfasst die Tätigkeit der Ärzte und Zahnärzte, die nach den Regeln der ärztlichen Kunst erforderlich und zweckmäßig ist (§ 28 SGB VII). Alle erforderlichen Maßnahmen sollen ausgeschöpft werden, um die Erwerbsfähigkeit des Verletzten wiederherzustellen. Die Unfallversicherungsträger halten hierfür besondere Unfallkliniken vor, die speziell für die Versorgung der Opfer von Arbeitsunfällen und Berufskrankheiten ausgerüstet sind. Anschließende Rehabilitationsmaßnahmen werden in zum BGSW-Verfahren (berufsgenossenschaftliche stationäre Weiterbehandlung) zugelassenen Einrichtungen erbracht. Im Gegensatz zur kassenärztlichen ambulanten Versorgung kann die freie Arztwahl des Versicherten bei besonderer unfallmedizinischer Behandlung eingeschränkt werden (§ 28 Abs. 4 SGB VII). Erstbehandeln darf in der Regel nur ein zugelassener Durchgangsarzt.
Ferner kann Hilfestellung zur beruflichen Wiedereingliederung gewährt werden. Im Rahmen des sogenannten Reha-Managements wird für Versicherte nach einem Versicherungsfall ganzheitlich mit behandelnden Ärzten, Therapeuten, aber auch mit dem Betrieb und einem Vertreter des Unfallversicherungsträger untersucht, welche Möglichkeiten zur sozialen und beruflichen Teilhabe bestehen. Zunächst wird der bestehende Arbeitsplatz zur Wiedereingliederung anvisiert. Sollte dies nicht möglich sein, werden Maßnahmen zur innerbetrieblichen Umsetzung an einen gesundheitlich geeigneten Arbeitsplatz ergriffen. Wenn beide Optionen nicht möglich sind, können auch Umschulungen, Ausbildungen und andere qualifizierende Maßnahmen finanziert werden, soweit diese den Neigungen und Eignungen des Versicherten entsprechen.

### Geldleistungen

#### An Versicherte
Infolge eines Versicherungsfalles im Sinne des SGB VII können folgende gesetzliche Geldleistungen in Betracht kommen:
- Verletztengeld bei Arbeitsunfähigkeit (§ 45 SGB VII)
- Fahrkosten bei bewilligter stufenweiser Wiedereingliederung
- Übergangsgeld bei Maßnahme zur Teilhabe am Arbeitsleben
- Verletztenrente bei dauerhafter Minderung der Erwerbsfähigkeit (§ 56 SGB VII)
- Abfindung einer Rente
- Pflegegeld bei erheblichem Hilfebedarf
- Mehrleistungen für ehrenamtlich Tätige nach Satzung (§ 94 SGB VII).

Ist die versicherte Person infolge des Versicherungsfalls arbeitsunfähig, wird Verletztengeld als Lohnersatzleistung gezahlt. Für die Dauer der Teilnahme an einer Maßnahme zur Teilhabe am Arbeitsleben besteht ein Anspruch auf Übergangsgeld. Trotz bestmöglicher Rehabilitation ist es nicht immer möglich, die Folgen des Versicherungsfalls vollständig zur Ausheilung zu bringen. Verbleiben infolge des Versicherungsfalls Einschränkungen des körperlichen oder geistigen Leistungsvermögens, kommt die Zahlung einer Versichertenrente in Betracht. Das Ausmaß der durch die verbliebenen Folgen des Versicherungsfalls bedingten Einschränkungen auf dem allgemeinen Arbeitsmarkt nennt man Minderung der Erwerbsfähigkeit (MdE). Nach Abschluss der Heilbehandlung werden auf der Grundlage der ärztlichen (gutachterlichen) Feststellungen die infolge des Versicherungsfalls verbliebenen gesundheitlichen Beeinträchtigungen festgestellt. Sie sind die Basis der Bewertung, in welchem Umfang eine Einschränkung auf dem allgemeinen Arbeitsmarkt verursacht wird. Bei dieser Bewertung bedienen sich die Unfallversicherungsträger gesammelter Erfahrungswerte, die eine Gleichbehandlung aller berechtigten Personen sicherstellen.
Eine Versichertenrente ist zu zahlen, wenn die MdE über die 26. Woche nach dem Versicherungsfall hinaus mindestens 20 Prozent beträgt. Sie wird gezahlt, so lange diese MdE besteht, ggf. auch nach dem Ausscheiden aus dem Erwerbsleben. Auch Kinder und Jugendliche (z. B. Kita-Kinder oder Schüler) erhalten bereits vor Eintritt in das Erwerbsleben eine Versichertenrente, wenn eine solche rentenberechtigende MdE besteht. Die Bewertung der MdE richtet sich bei ihnen danach, welche Auswirkungen die verbliebenen Folgen des Versicherungsfalls bei einem Erwachsenen hätten. Eine Ausnahme gilt bei Versicherungsfällen ab dem 1. Januar 2008 bei landwirtschaftlichen Unternehmern, deren Ehegatten und Familienangehörigen. Hier ist eine MdE von wenigstens 30 % Voraussetzung für einen Rentenanspruch. Grundlage für die Rentenberechnung ist der Jahresarbeitsverdienst (JAV). Dies ist der Gesamtbetrag der (Brutto-)Arbeitsentgelte und (Brutto-)Arbeitseinkommen der versicherten Person in den zwölf Kalendermonate vor dem Monat, in dem der Versicherungsfall eingetreten ist. Zeiten ohne Arbeitsentgelt (z. B. infolge Arbeitslosigkeit) werden mit dem durchschnittlichen Entgelt der mit Entgelt belegten Zeiten aufgefüllt. Zur Wahrung der sozialen Schutzfunktion der Rente gibt es einen altersabhängig gestaffelten Mindest-JAV. Umgekehrt gibt es aber auch einen Höchst-JAV. Für versicherte Unternehmer, die den Versicherungsfall infolge ihrer unternehmerischen Tätigkeit erleiden, gilt als JAV die satzungsmäßig festgelegte Versicherungssumme. Die sogenannte Vollrente, die bei einer MdE von 100 Prozent zu zahlen ist, beträgt 2/3 des JAV. Ist die MdE niedriger, wird die Rente in der Höhe des Vomhundertsatzes der Vollrente festgesetzt, der dem Grad der Minderung der Erwerbsfähigkeit entspricht. Treffen Versichertenrenten aus der Rentenversicherung (RV) und der Unfallversicherung zusammen (z. B. wenn später zur Versichertenrente aus der UV die Altersrente der RV hinzu tritt), kürzt der RV-Träger seine Rente, wenn die beiden Renten zusammen einen Höchstbetrag übersteigen.

#### An Hinterbliebene
Ist infolge eines Versicherungsfalls der Tod eingetreten, sind Leistungen an Hinterbliebene zu erbringen (§§ 63 ff. SGB VII). Anspruch auf Hinterbliebenenrenten haben Witwen, Witwer und eingetragene Lebenspartner der verstorbenen Person, unter bestimmten Umständen auch deren frühere Ehe- und Lebenspartner (§ 65,§ 66 SGB VII). Daneben besteht auch ein Anspruch auf Waisenrenten sowie auf Rente an Verwandte der aufsteigenden Linie ((§§ 67 bis 69 SGB VII). § 63 Abs. 1 Satz 1 SGB VII stellt klar, dass die Hinterbliebenen einen eigenen Anspruch auf Leistungen haben. Daher haben etwaige Bescheide über die Anerkennung eines Arbeitsunfalls oder einer Berufskrankheit, die gegenüber dem Versicherten ergangen sind, ihnen gegenüber keinerlei Bindungswirkung. Dies gilt sowohl für Ablehnungs- als auch für Bewilligungsbescheide, mithin sowohl zugunsten als auch zulasten der Hinterbliebenen. Vielmehr ist von neuem zu prüfen, ob diese Voraussetzungen vorliegen. Stellt sich bei der Prüfung heraus, dass in der Vergangenheit nach dem aktuellen Stand der Erkenntnis Fehler unterlaufen sind, kann der Versicherungsfall der Feststellung der Leistungen an Hinterbliebene nicht mehr zugrunde gelegt werden.
Die Hinterbliebenenrenten berechnen sich nach einem festen Prozentsatz aus dem Jahresarbeitsverdienst (JAV). So hat ein Witwer, der sein Kind noch erzieht, Anspruch auf eine Rente in Höhe von 40 % des JAV, während die Waise eine Waisenrente von 20 Prozent erhält. 
Die Renten der Hinterbliebenen dürfen zusammen 80 % des JAV nicht übersteigen, sonst werden sie gekürzt (§ 70 SGB VII). Auf Renten an Witwen, Witwer und eingetragene Lebenspartner und an frühere Ehe- und Lebenspartner wird gleichzeitig bezogenes Einkommen angerechnet, wenn es über einem bestimmten Freibetrag liegt. Wie bei den Versichertenrenten muss auch beim Zusammentreffen von Hinterbliebenenrenten aus Renten- und Unfallversicherung der Rentenversicherungsträger prüfen, ob er seine Rente kürzen muss (§ 93 SGB VI).